# Szecsuan

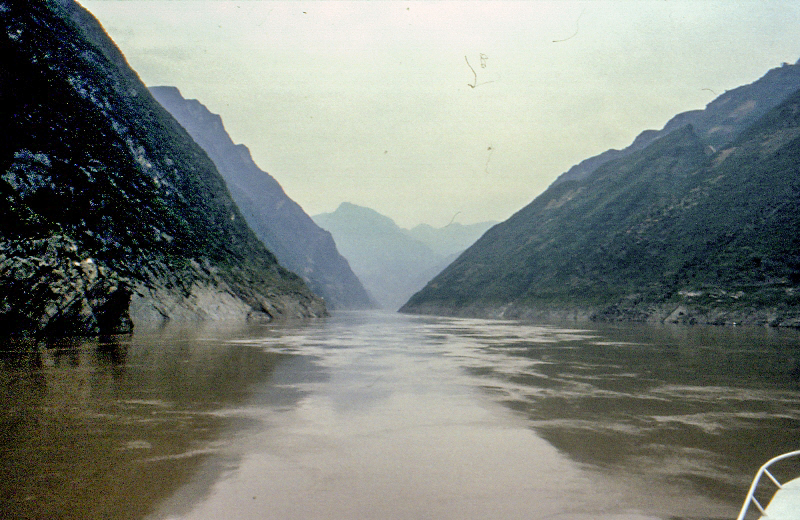
A Szecsuani-medence kijárata, a Jangce szurdoka

Szecsuan (Sichuan) kiejtéseⓘ (kínai: 四川, pinjin: Sìchuān; magyarosan hibásan írják még Szecsuánnak is) a Kinai Népköztársaság közép-nyugati tartománya. Területe 485 000 km², lakossága 87 millió fő. Tartományi székhelye és legnagyobb városa Csengtu (Chengdu). 1997-ig Szecsuan (Sichuan) tartomány része volt a hatalmas Jangce-parti nagyváros, Csungking (Chongqing) is, amelyet akkor a környező területekkel mintegy 83 000 km-en, 30 millió lakossal külön tartományi jogú várossá szerveztek.

## Nevének eredete
A tartomány neve kínaiul négy folyót jelent. Ezek a Jangce, a Csialing (Jialing), a Min-folyó; ami a negyediket illeti, arra vonatkozóan több nézet is van, általában a To (Tuo)-folyót sorolják ide.

## Történelem
Szecsuan (Sichuan)ban és a szomszédos Jünnan (Yunnan) tartományban élt már az i. e. 11. században a félig-meddig mitikus pa (ba) törzs vagy bó nép, akiket később a kínai terjeszkedés asszimilált.
A bronzkorban Szecsuan (Sichuan) területén egy önálló, a kínaitól független magaskultúra alakult ki. A korai időkben kevés kapcsolata volt Kínával. Önálló írás ugyan kialakult, de a fennmaradt szövegek annyira mitológikusak, hogy történeti forrásnak csak korlátozottan alkalmasak. Államukat i. e. 316-ban a Csin (Qin) fejedelemség hódította meg, amely i. e. 221-ben egész Kínát egyesítette. A területet betagozták a Csin-dinasztia (Qin-dinasztia) birodalmába.
A terület határvidék maradt Tibet felé, és sokat szenvedett a Tibettel vívott háborúk miatt. Kínából küldött alkirályok uralkodtak felette jelentős autonómiával. Azokban az időszakokban, amikor Kínában meggyengült a központi hatalom, akkor gyakorlatilag független volt a medence uralkodója.
A kínaiak hamar kiépítették a kínai rendszerű mezőgazdasághoz tartozó vízügyi létesítményeket. Ezt népességrobbanás követte.
A mongol hódítás elleni harc idején állami monopóliummá tették a teakereskedelmet. A cél az volt, hogy pénzt szerezzen az állam lovak vásárlására. A monopólium nagyon gyorsan lerombolta a gazdasági életet, majd a katonai védelem is összeomlott. A mongol Jüan-dinasztia Szecsuant is elfoglalta.
A Ming-dinasztia idején nagyszabású építkezések folytak. Főleg buddhista vallási épületeket emeltek. Ezek ma is jó állapotban vannak. A 17. század közepén parasztháború tört ki. Nem a helyi parasztság lázadt fel, hanem Észak-Kínából törtek be felkelő hadak. A harcok elképesztő méretű pusztítással jártak. Utána több mint száz évig tartott a tartomány újra benépesítése. Ezt már a mandzsu dinasztia végezte el. Az ő uralmuk alatt, a 18. század elején szervezték rendes kínai tartománnyá a Szecsuan (Sichuan)i-medencét.
A második kínai–japán háború idején a japánok elfoglalták Pekinget, Sanghajt, Nankingot, Wuhant, tehát a kínai síkság nagyvárosait. Ekkor a Kuomintang kormány Szecsuan (Sichuan) akkori legnagyobb városába, Csungkingba települt és itt maradt 1945-ig.
1949-ben, már a Kínai Népköztársaság kikiáltása után, a tartomány védelmét személyesen Csang Kaj-sek irányította. Ennek ellenére a kommunista csapatok nagyon gyorsan megszállták.
1955-től 1997-ig Szecsuán volt Kína legnépesebb tartománya. A nyolcvanas évek közepén már százmillió ember élt itt. 1997-ben is csak azért vesztette el vezető helyét a rangsorban, mert Csungking várost elválasztották a tartománytól és önállóan lett tartományi szintű igazgatási egység.

## Földrajz
Szecsuan (Sichuan) földrajzilag a központi medencéből és az azt övező hegyvidékekből áll. Az egyébként teljesen zárt medencének egyetlen kijárata van, a Jangce szorosa kelet felé. A környező hegyláncok különösen nyugaton, Belső-Ázsia felé igen magasak. A leghíresebb csúcs a 3099 méteres Omej-hegy, a buddhizmus egyik szent hegye. Északon a peremláncok 2000-3000 méter közötti magasságot érnek el, délen és keleten pedig 1500-2200 méteresek. A medencét magát is a hegyrögök több sora 250-700 méter közötti tengerszint feletti magasságú kisebb részekre tagolja, melyek közül legjelentősebb a síksági jellegű, negyedidőszaki üledékekkel kitöltött, termékeny, és emiatt rendkívül sűrűn lakott, Csengtu (Chengdu)i-medence nyugaton. A medence középső része jobbára 300–700 m magas, meglehetősen meredek falú homokkőtáblákból és köztes völgyekből-völgymedencékből álló, eróziósan erősen felszabdalt lépcsővidék. Keleten több párhuzamos, 800–1600 m-ig magasodó homokkővonulat található, köztük keskeny folyóvölgyek helyezkednek el.
A Szecsuan (Sichuan)i-medencétől északra és északkeletre a Sárga-folyóig, illetve a Vej (Wei) völgyéig terjedő széles, tagolt hegyvidék a belső-ázsiai láncos röghegységek folytatása. Északi része a több párhuzamos nyugat-keleti irányú vonulatból álló, 450 km hosszú Csin (Qin)-hegység, más néven Csinling (Qin Ling). Gránitból, gneiszből és kvarcitból felépülő csúcsai általában 2000-3000 méteresek, legmagasabb pontja, a Tajpajsan (Taibai Shan) 3767 méteres. Míg a hegység láncai észak felé meredekek, addig délen paleozoikumi palával borítva lankásabban ereszkednek le a Hansuj (Han Shui)-folyó teraszos völgyére. Gerinceit a pleisztocénban jég csiszolta. Híres csúcsa északkeleten az ugyancsak Kína szent hegyei közé tartozó, 1997 méteres Hua-hegy (Hua-san (Hua Shan)), öt, szinte függőleges gránitszirtjével. Kelet felé a hegység folytatását a Kínai-alföldbe beékelődő, helyenként még 2000 m feletti, de egyre jobban lealacsonyodó és szigethegyekre szakadozó Funiu-hegység alkotja.

## Éghajlat
A Szecsuan (Sichuan)i-medence éghajlata a monszun által befolyásolt, csapadékos nyarú szubtrópusi klíma. A környező hegyek miatt nagyon enyhe, viszont ködös, borús a tél.  A januári középhőmérséklet 5–8 °C. A nyár forró és párás, a júliusi középhőmérséklet 26–30 °C között mozog, az abszolút maximumok meghaladják a 40 °C-t, magas páratartalom mellett. Az évi 900–1300 mm (a hegyekben akár 1800 mm) csapadék nagy része nyáron hullik. A medence vízhálózata emiatt nagyon sűrű. Eredeti növényzete lombhullató és örökzöld növényekben gazdag (tölgyek, bambuszfélék), hegyeinek állatvilága különleges, emblematikus állata az óriáspanda.

## Közigazgatás
Szecsuan (Sichuan) tartomány 18 prefektúrai szintű városra és 3 autonóm prefektúrára van felosztva.
Prefektúrai szintű városok:
- Csengtu (Chengdu) (成都)
- Mienjang (绵阳)
- Deyang (德阳)
- Yibin (宜宾)
- Panzhihua (攀枝花)
- Leshan (乐山)
- Nanchong (南充)
- Zigong (自贡)
- Luzhou (泸州)
- Neijiang (内江)
- Guangyuan (广元)
- Suining (遂宁)
- Ziyang (资阳)
- Guang'an (广安)
- Ya'an (雅安)
- Meishan (眉山)
- Dazhou (达州)
- Bazhong (巴中)

Autonóm prefektúrák:
- Aba Tibeti Autonóm Prefektúra (阿坝藏族羌族自治州)
- Garzê Tibeti Autonóm Prefektúra (甘孜藏族自治州)
- Liangshan Yi Autonóm Prefektúra (凉山彝族自治州)

## Népesség
| 2013 | 81 100 000 |
| 2020 | 83 674 866 |